# Michelle Akersová
Michelle Anne Akersová (také Akersová-Stahlová; * 1. února 1966) je bývalá americká fotbalistka. Reprezentovala Spojené státy, na Mistrovství světa ve fotbale žen 1991 a Mistrovství světa ve fotbale žen 1999 získala zlatou medaili, na Mistrovství světa ve fotbale žen 1995 medaili bronzovou. Na Mistrovství světa 1991 byla s 10 góly nejlepší střelkyní a získala stříbrný míč pro druhou nejlepší hráčku turnaje.
V roce 2002 byla se Sun Wen vyhlášena hráčkou století. V roce 2004 byla s Miou Hammovou zařazena na seznam FIFA 100. V roce 2004 byl uvedena do americké fotbalové síně slávy.